# توبارائو
توبارائو (به پرتغالی: Tubarão) یک شهر و municipality of Brazil در برزیل است که در سانتا کاتارینا واقع شده‌است.

## خصوصیات
توبارائو ۳۰۰٫۲۷۳ کیلومترمربع مساحت و ۹۷٬۲۸۱ نفر جمعیت دارد و ۹ متر بالاتر از سطح دریا واقع شده‌است.